# Joachim Draheim
Joachim Draheim (* 26. Juli 1950 in Berlin) ist ein deutscher Musikwissenschaftler, Musikpädagoge und Pianist. Er ist der Sohn des langjährigen Rektors der Universität Karlsruhe Heinz Draheim.

## Leben
Draheim studierte Klassische Philologie, Geschichte und Musikwissenschaft in Heidelberg. Er promovierte mit der Arbeit „Vertonungen antiker Texte vom Barock bis zur Gegenwart“ (Amsterdam  1981). 
Seit 1973 arbeitet Draheim als freier Mitarbeiter für den SWR/SDR und seit 1974 für mehrere deutsche und internationale Musikverlage (u. a. für Breitkopf & Härtel, Schott, Ricordi, Friedrich Hofmeister den Wiener Urtext Edit) und Plattenfirmen. Draheim gab zahlreiche Editionen heraus (u. a. Werke von   Haydn, Mozart, Beethoven, Schubert, Fanny Hensel, Mendelssohn, Chopin, Robert und Clara Schumann, Brahms und Busoni). Darunter befanden sich einige Erstausgaben:  u. a. von Mendelssohn das Albumblatt A-Dur, die Sonate D-Dur und der Sonatensatz g-Moll für 2 Klaviere; von Brahms „Die Müllerin“; 
von Schumann „Der Korsar“, eine Bearbeitung des Violoncellokonzerts a-moll op. 129 für Violine, die Klavierbegleitung zu Bachs Suite C-Dur für Violoncello solo und Variationen über ein Nocturne von Chopin für Klavier.
Draheim trat auch als Pianist in Konzerten, im Rundfunk (SDR, SWF, SR, SWR) und bei Schallplatten- und CD-Produktionen auf. Ab 1978 lehrte Draheim bis zu seiner Pensionierung am Lessing-Gymnasium Karlsruhe Latein und Musik. Er ist Mitarbeiter der Neuen Robert-Schumann-Gesamtausgabe, des Fryderyk-Chopin-Institutes Warschau sowie der neuen MGG (Musik in Geschichte und Gegenwart). Im Jahr 2003 erhielt Draheim den Robert-Schumann-Preis der Stadt Zwickau. 2004 erschien Draheims „Karlsruher Musikgeschichte“ im Info Verlag Karlsruhe.
Für seine Verdienste um die Musik wurde Joachim Draheim im Mai 2021 das Bundesverdienstkreuz verliehen.

## Auszeichnungen
- Robert-Schumann-Preis der Stadt Zwickau (2003)
- Bundesverdienstkreuz